# Johann Christoph Biernatzki
Johann Christoph Biernatzki (født 17. oktober 1795, død 11. maj 1840) var en holstensk forfatter.
Biernatzki studerede teologi i Jena og Kiel og blev, efter at have taget eksamen, præst på Hallig Nordstrandischmoor, hvor han oplevede den forfærdelige stormflod februar 1825. Han beskrev sine oplevelser under denne naturbegivenhed i fortællingen Die Hallig, der udkom 1836. Han døde som præst i Frederiksstad. Fra hans hånd foreligger yderligere en række digte med religiøs grundtone og fortællingen Der braune Knabe.

## Kategori
- Biernatzki, Johann Christoph i Salmonsens Konversationsleksikon (2. udgave, 1915)

1. ↑  Navnet er anført på engelsk og stammer fra Wikidata hvor navnet endnu ikke findes på dansk.
2. ↑  Navnet er anført på engelsk og stammer fra Wikidata hvor navnet endnu ikke findes på dansk.